# Villanova di Camposampiero
Villanova di Camposampiero é uma comuna italiana da região do Vêneto, província de Pádua, com cerca de 4.849 habitantes. Estende-se por uma área de 12 km², tendo uma densidade populacional de 404 hab/km². Faz fronteira com Borgoricco, Campodarsego, Pianiga (VE), Santa Maria di Sala (VE), Vigonza.

## Demografia
| Variação demográfica do município entre 1861 e 2011                               |
|                                                                                   |
| Fonte: Istituto Nazionale di Statistica (ISTAT) - Elaboração gráfica da Wikipedia |